# Fischenthal
Fischenthal é uma comuna da Suíça, no Cantão Zurique, com cerca de 1.961 habitantes. Estende-se por uma área de 30,25 km², de densidade populacional de 65 hab/km². Confina com as seguintes comunas: Bäretswil, Bauma, Fischingen (TG), Goldingen (SG), Hinwil, Mosnang (SG), Sternenberg, Wald.
A língua oficial nesta comuna é o Alemão.